# Grundtjärnen (Malå socken, Lappland, 725988-162023)
Grundtjärnen är en sjö i Malå kommun i Lappland och ingår i Skellefteälvens huvudavrinningsområde.